# Siegtal-Radweg
Der Siegtal-Radweg, auch Radweg Sieg genannt, ist ein 64 km langer Radfernweg entlang der Sieg.  Der Radweg verläuft von Rosbach-Windeck (Sieg) bis zur Siegmündung.

## Verlauf
Der Siegtal-Radweg existiert zurzeit nur von Windeck-Rosbach bis zur Mündung in den Rhein.
Für die Streckenabschnitte von der Quelle bis nach Windeck bestehen Planungen.

## Wegequalität
Der Radweg Sieg verläuft auf einem schönen kombinierten Fuß-/Radweg. Zwischen Merten und Auel verläuft der Weg neben dem Bahndamm der Siegstrecke und überquert auf einem Radfahrsteg an der Eisenbahnbrücke, der im Rahmen der Regionale 2010 gebaut wurde, die Sieg. Ab Hennef fährt man teilweise auf dem Siegdamm auf qualitativ gute Wegen (teils Asphalt, teils feiner Schotter) bis zur Siegmündung. Der Weg wird lediglich durch kurze Straßenabschnitte bei Stadtquerungen unterbrochen.

## Siegtal Pur
Jeweils jährlich am ersten Juli-Wochenende findet die Veranstaltung Siegtal Pur, ein autofreier Sonntag zugunsten von Radfahrern und Inlineskatern, von der Siegquelle bis zur Siegmündung statt. Im Laufe des Veranstaltungstages wird der Fahrplantakt auf der parallel verlaufenden Siegstrecke erhöht und zwischen Betzdorf und Siegburg (gekennzeichnet als RE9-Rhein-Sieg-Express) sowie zwischen Wissen und Köln-Ehrenfeld (gekennzeichnet als S12) zusätzliche Züge mit mehreren Gepäckwagen eingesetzt, wie beispielsweise am 3. Juli 2016. Dies ist auch für 2023 geplant, am Sonntag, 2. Juli.

## Sehenswürdigkeiten
- Ruine der Burg Windeck
- Siegfall bei Schladern
- Siegtaldom in Dattenfeld
- Thingplatz und historische Kanonen in Herchen
- Kirche St. Peter in Herchen
- Naturdenkmäler Blutbuche und Stieleiche in Herchen
- Naturdenkmal Eichenhain in Stromberg
- Kloster Merten
- Stadt Blankenberg

## Bilder

Bilder des Siegtalradweges
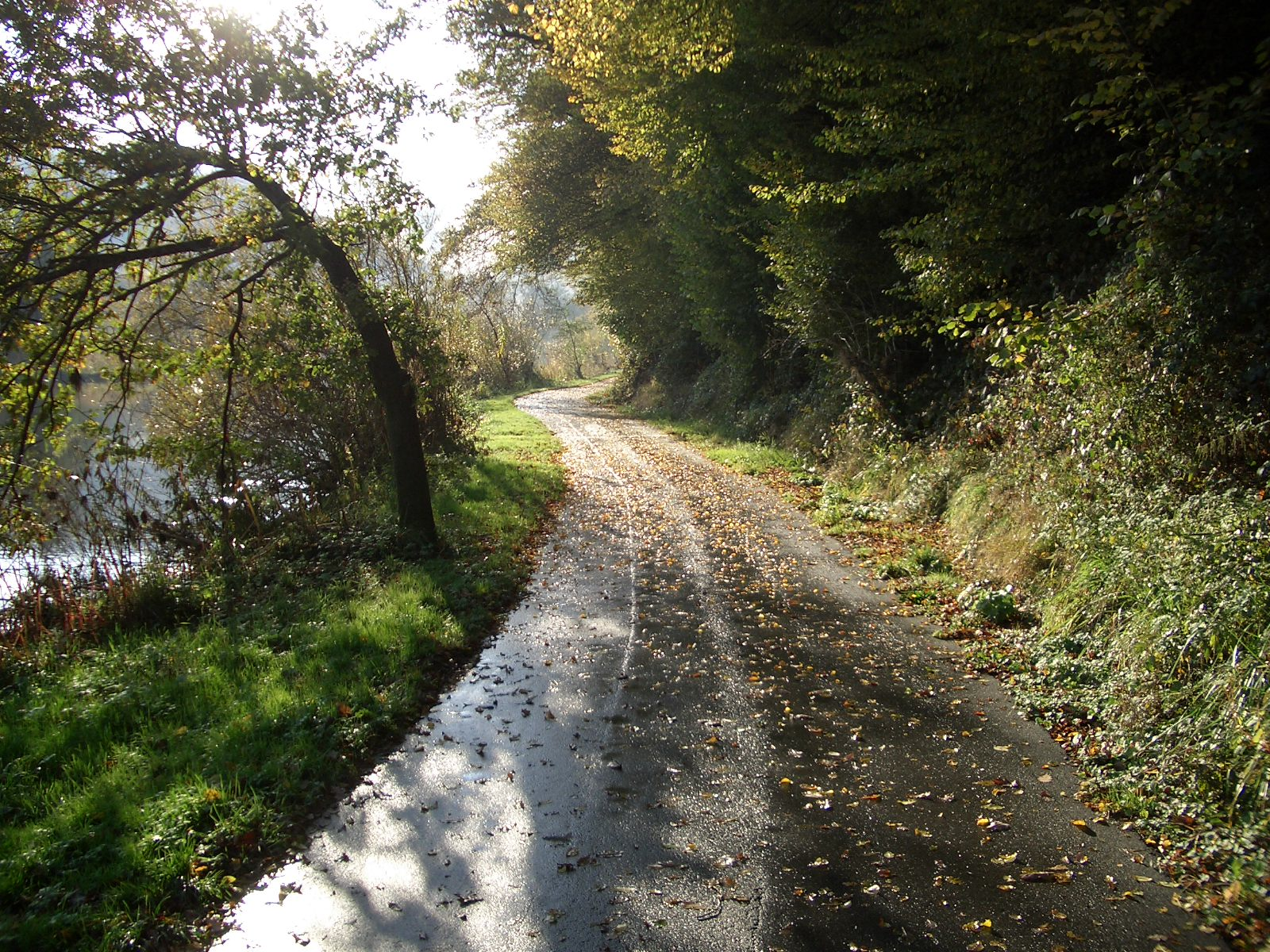
Von Dreisel Richtung Dattenfeld
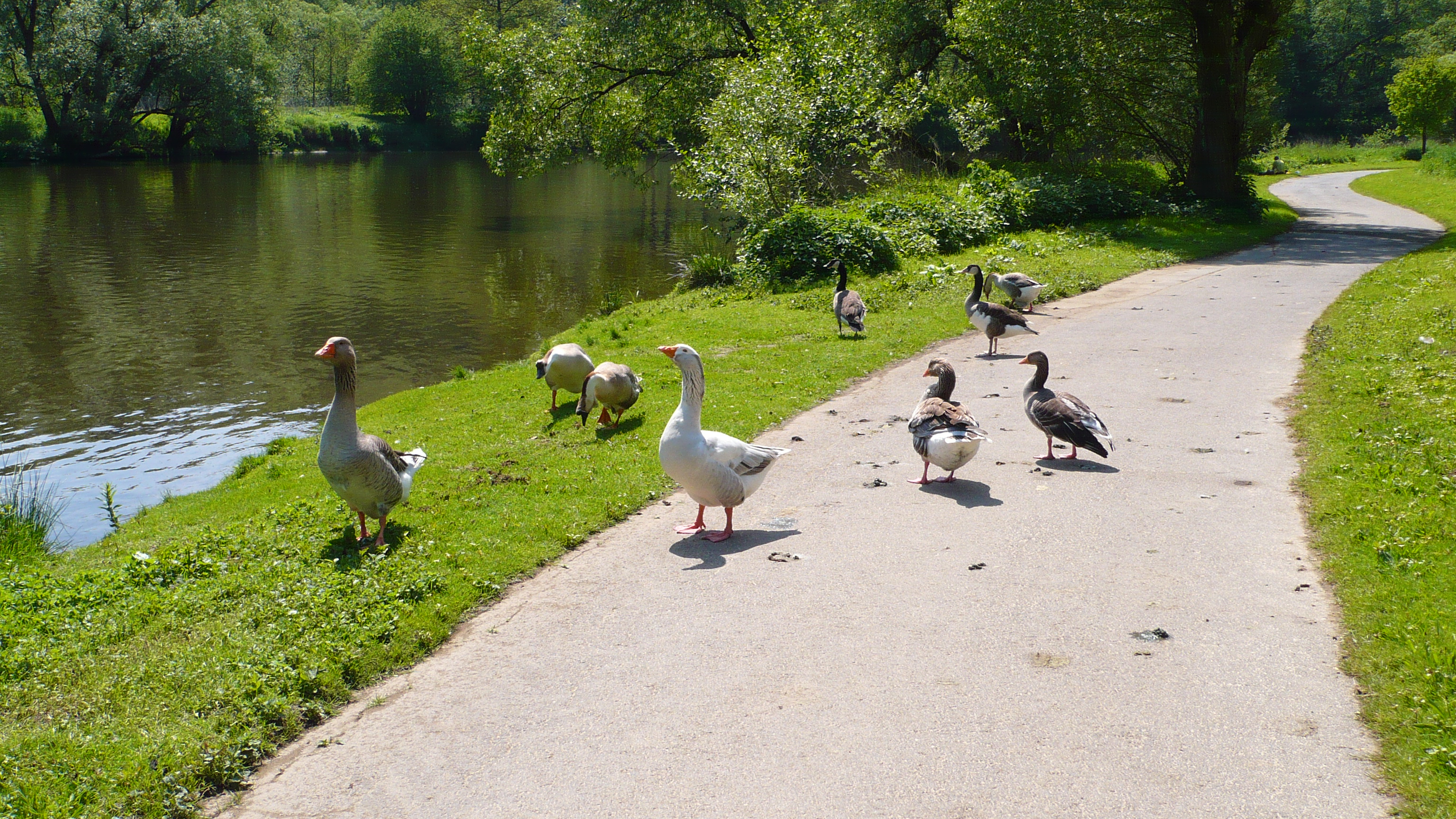
Gänse bei Schladern
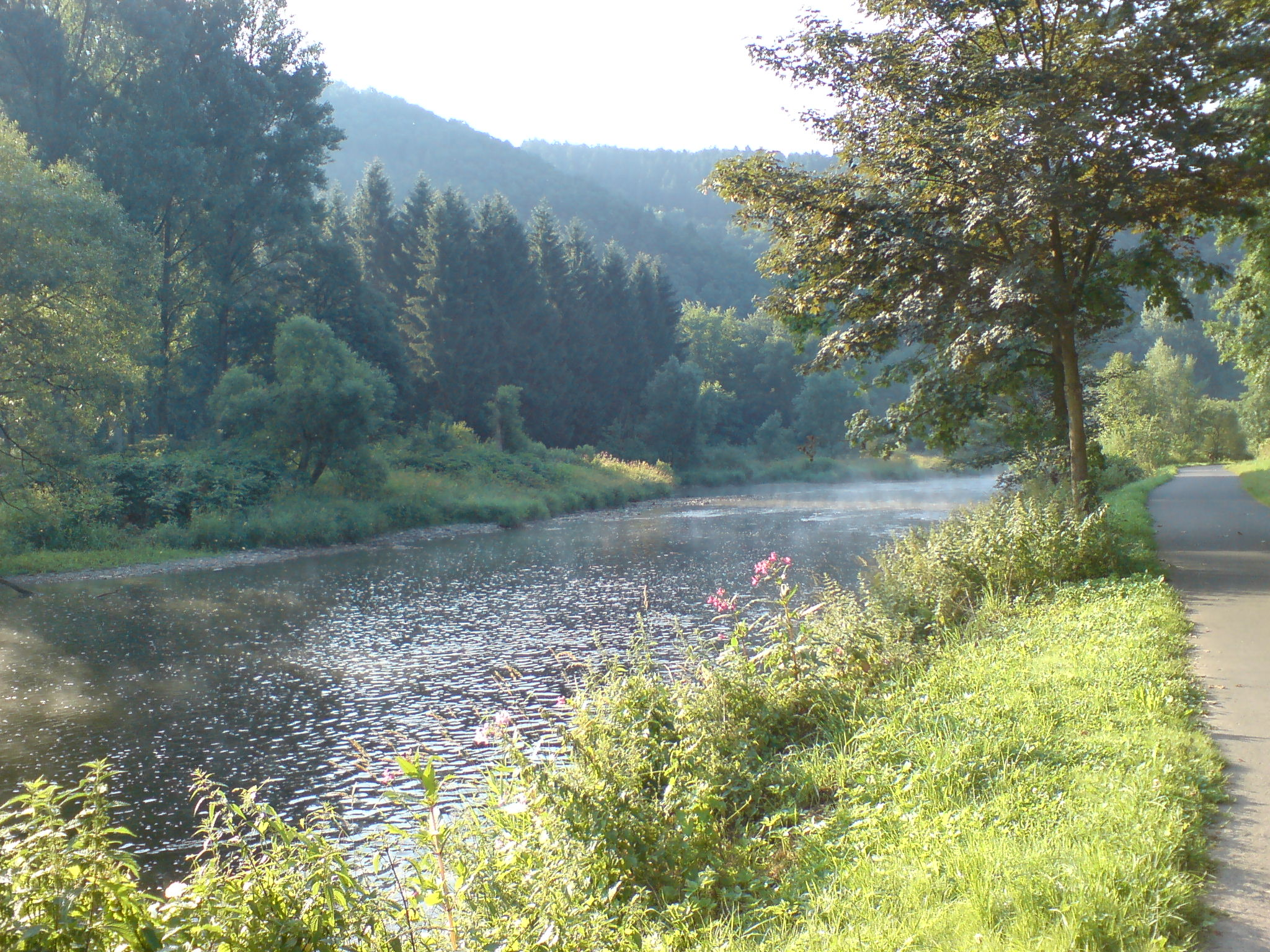
Hinter Dattenfeld
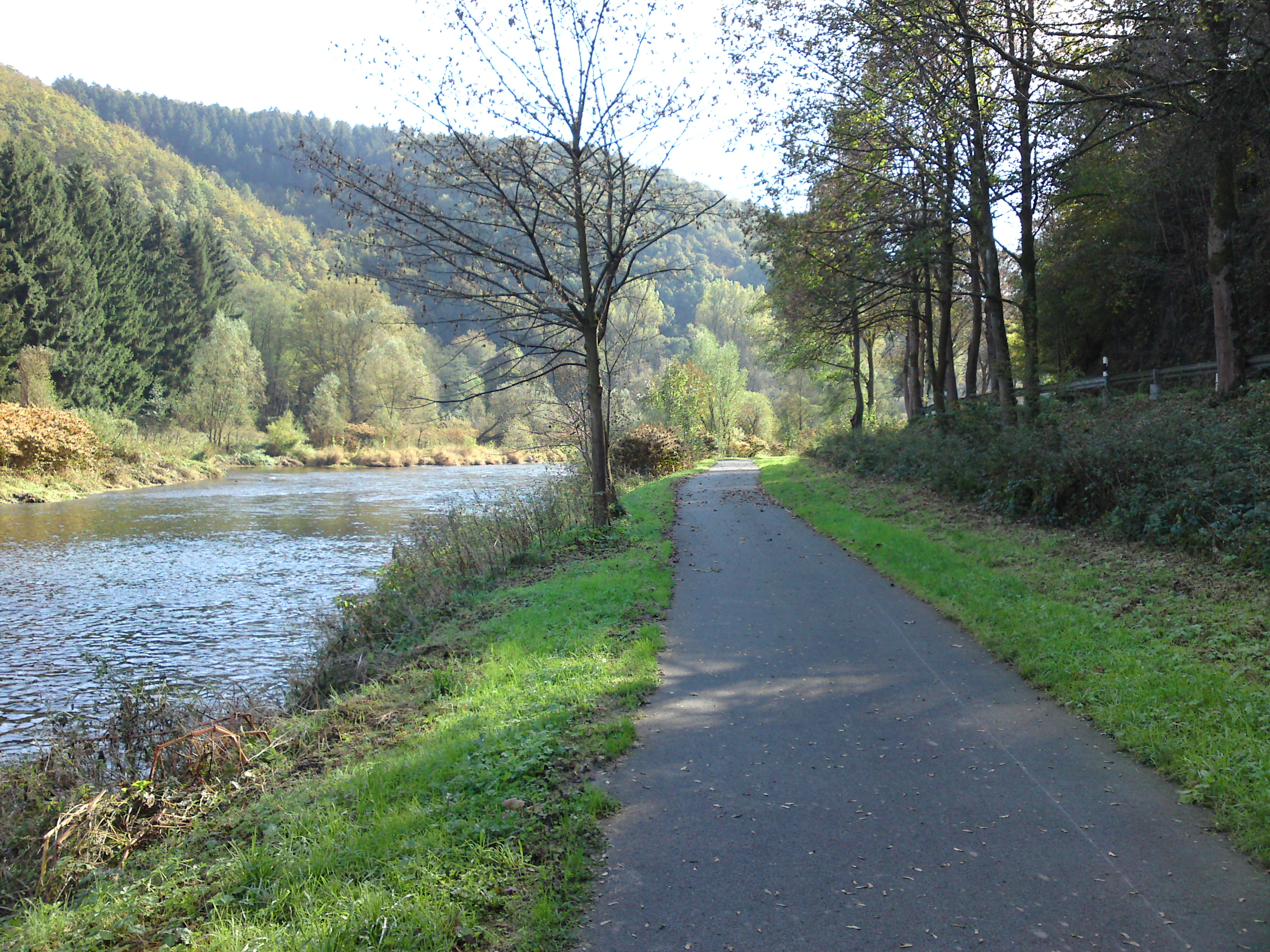
Um Dattenfeld
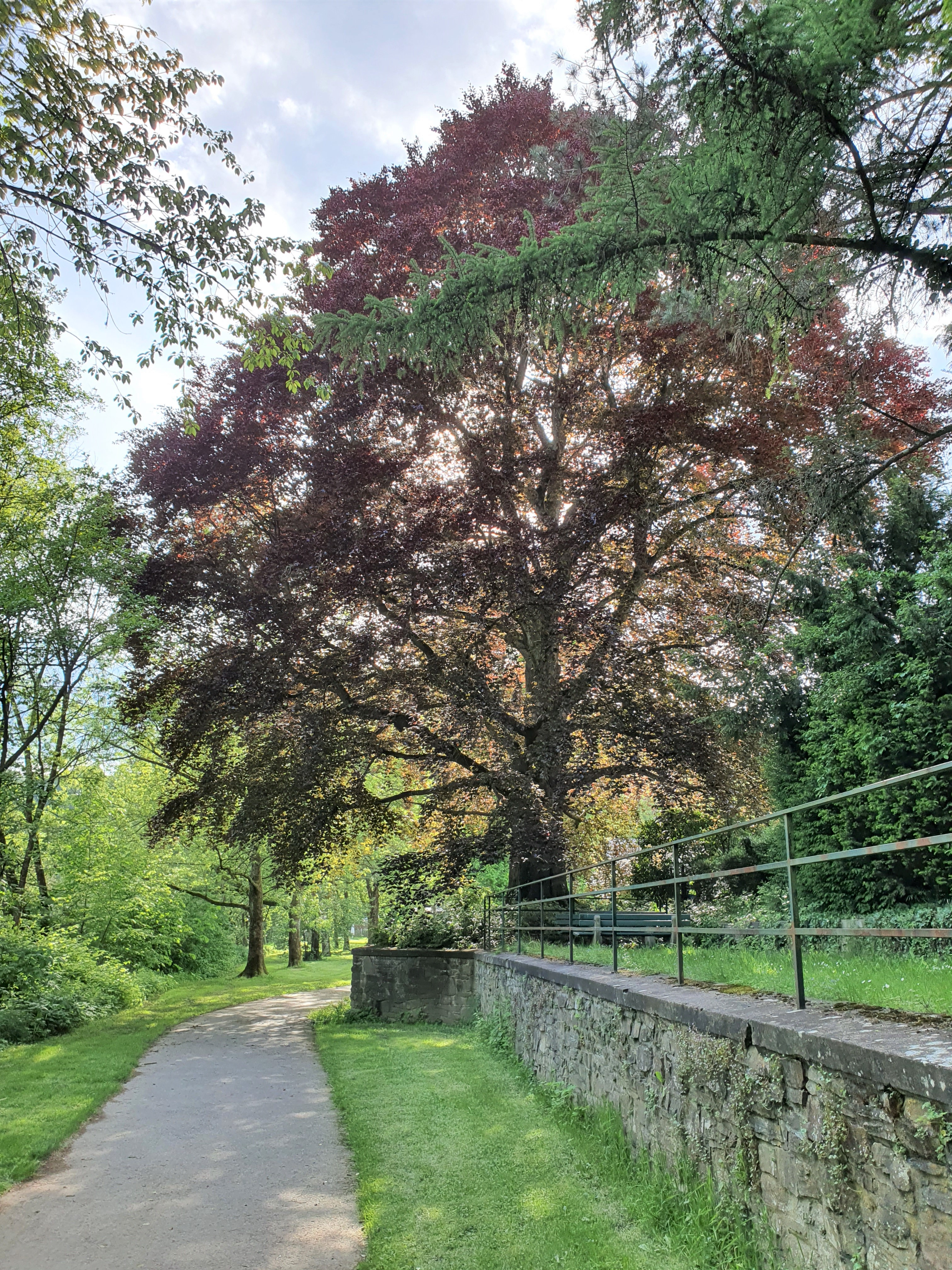
In Herchen führt der Weg an einer alten Blutbuche vorbei, die als Naturdenkmal ausgewiesen ist.
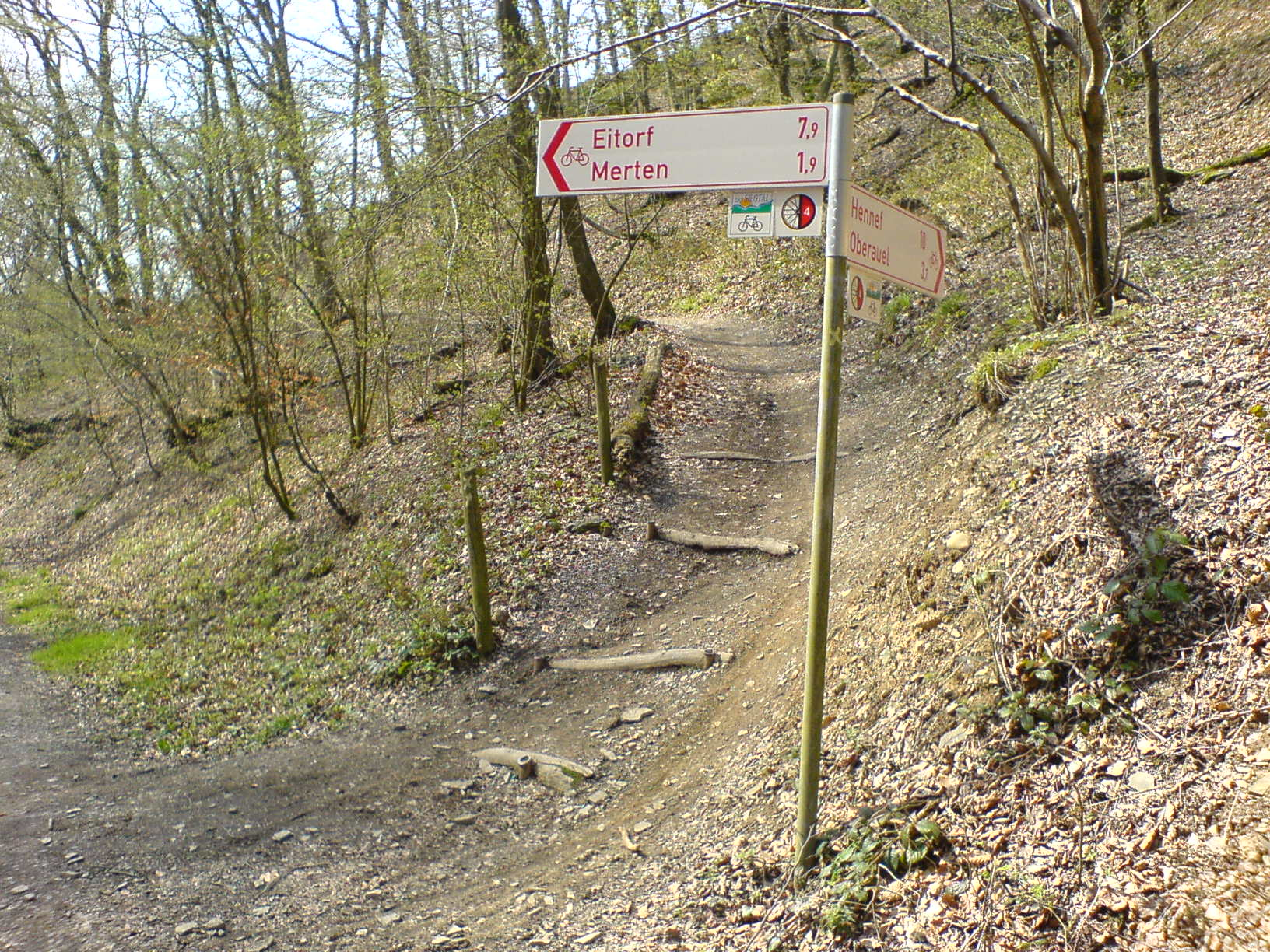
Treppenstufen bei Bülgenauel
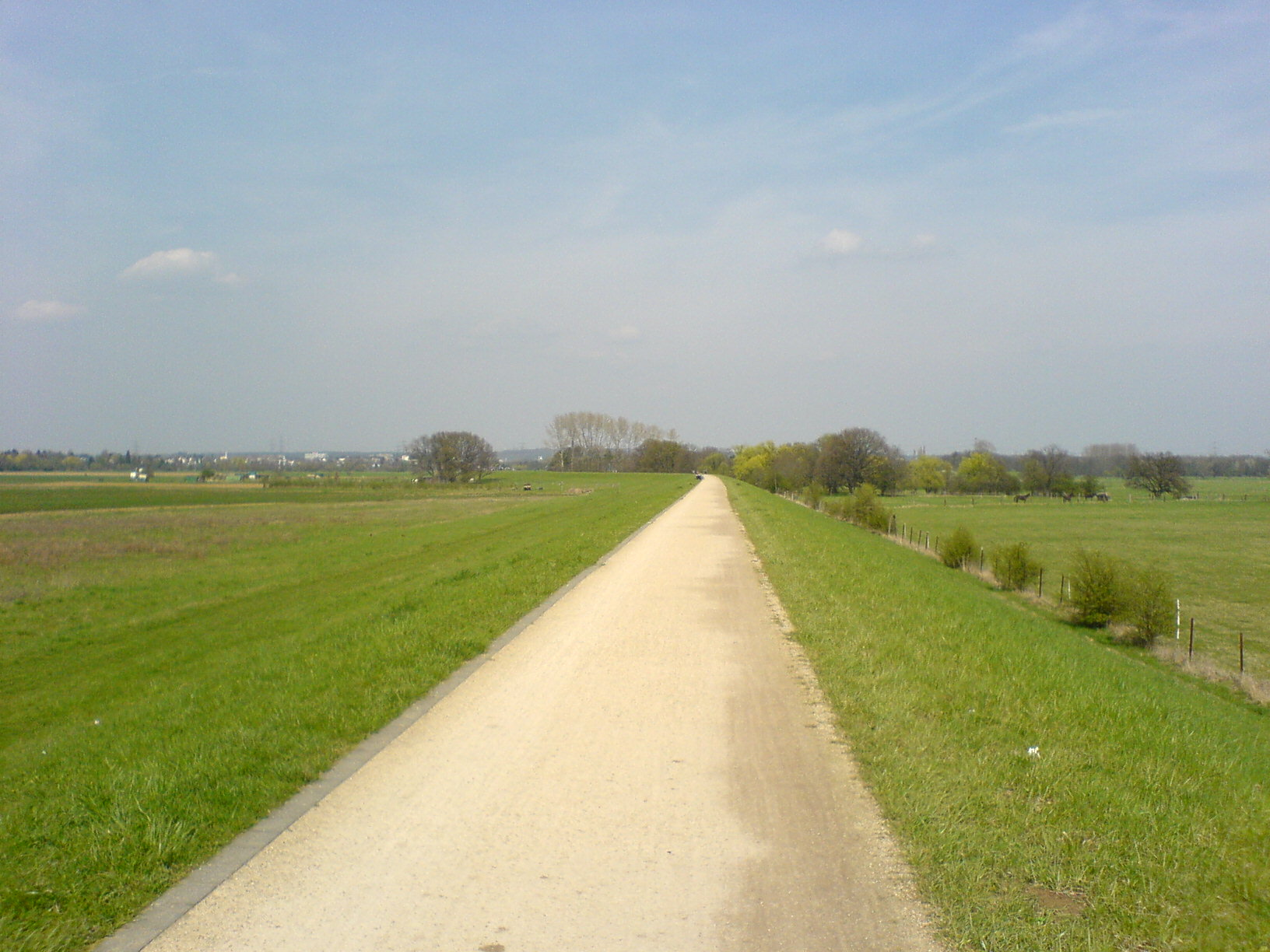
Siegdamm bei Müllekoven

## Weitere Radwege im Anschluss
- Rheinradweg (1230 Kilometer, Anschluss unterhalb des Bonner Stadtteils Beuel)